# (35819) 1999 JG50
1999 JG50 (asteroide 35819) é um asteroide da cintura principal. Possui uma excentricidade de 0.06564490 e uma inclinação de 4.29116º.
Este asteroide foi descoberto no dia 10 de maio de 1999 por LINEAR em Socorro.